# Билалов, Зейнидин Долгатович
Зейнидин Долгатович Билалов (азерб. Zeynəddin Dolqatoviç Bilalov) — азербайджанский спортсмен-паралимпиец, выступающий в категории «F11». Серебряный призёр летних Паралимпийских игр 2004 года в Афинах и игр 2008 года в Пекине, чемпион Европы 2003 в тройном прыжке. По национальности — лезгин.
Уроженец села Гельхен Курахского района ДАССР.
В 2016 году По случаю 20-летнего юбилея создания Национального паралимпийского комитета Азербайджанской Республики и за заслуги в развитии паралимпийского движения в Азербайджане Билалов в соответствии с распоряжением президента Азербайджана был награждён «Почётным дипломом Президента Азербайджанской Республики».